# Emily Appleton
Emily Appleton (Chertsey, 1º settembre 1999) è una tennista britannica.

## Biografia
Emily Appleton ha vinto 4 titoli in singolare e 20 titoli in doppio nel circuito ITF in carriera. Il 22 luglio 2024 ha raggiunto il best ranking in singolare raggiungendo la 348ª posizione mondiale, mentre il 28 ottobre 2024 ha raggiunto la 98ª posizione in doppio.
Ha fatto il suo debutto nel circuito maggiore all'AEGON Classic 2017, grazie ad una wildcard per le qualificazioni, sconfitta nel primo turno dalla italiana Camila Giorgi. Nel 2022, riceve un'altra wildcard per le qualificazioni per il Rothesay Classic, sconfitta al primo ostacolo da Lesja Curenko; nel doppio, fa la sua prima apparizione in un main draw con la connazionale Ali Collins, ma vengono subito sconfitte dalle teste di serie numero 4 Shūko Aoyama e Chan Hao-ching al super tie-break. Al Jasmin Open 2022 raggiunge i suoi primi quarti di finale in un WTA nel doppio con la statunitense Quinn Gleason, eliminate da Viktória Kužmová e Elena-Gabriela Ruse.
Nel 2023, ottiene l'accesso nel suo primo tabellone principale in singolare superando le qualificazioni del Rothesay Open; qui, viene eliminata dalla prima rappresentante brittanica Katie Boulter in due set. In doppio ottiene altri buoni risultati; raggiunge i quarti di finale all'Abierto GNP Seguros con la olandese Isabelle Haverlag, e la semifinale al WTA 125 del Parma Ladies Open con la russa Amina Anšba.
Nel 2024, supera nuovamente le qualificazioni al Rothesay Open, e anche in questo caso viene estromessa all'esordio dall'altra qualificata Kimberly Birrell. In doppio, raggiunge i quarti di finale all'Hungarian Grand Prix di nuovo in coppia con la Anšba e al Jasmin Open con la polacca Martyna Kubka. Nel WTA 250 di Guangzhou raggiunge ad ora il risultato più importante della carriera, con una semifinale insieme alla cinese Tang Qianhui. Il 9 novembre, vince il primo WTA 125 della carriera al Dow Tennis Classic di Midland in coppia con la connazionale Maia Lumsden, dove hanno sconfitto in finale le canadesi Ariana Arseneault e Mia Kupres con il punteggio di 6-2, 4-6, [10-5].
Nei tornei del Grand Slam, è stata eliminata nel primo turno delle qualificazioni al Torneo di Wimbledon 2023 e al Torneo di Wimbledon 2024, rispettivamente dalla canadese Carol Zhao e dalla francese Elsa Jacquemot; invece, nel doppio riesce a raggiungere il secondo turno nel 2024 insieme alla connazionale Lily Miyazaki, dove riescono a sconfiggere all'esordio la coppia cinese formata da Wang Xiyu e Zhu Lin, per poi cedere alle prime del tabellone Elise Mertens e Hsieh Su-wei in due set. Nella stessa edizione, riesce ad accedere anche nel doppio misto come alternate insieme a Charles Broom, ma vengono eliminati al debutto dalle teste di serie numero 3 Mate Pavić e Ljudmyla Kičenok.
Il 13 luglio 2025, Emily raggiunge la seconda finale WTA 125 della carriera sempre in doppio al Grand Est Open 88, disputato a Contrexéville, dove in coppia con la olandese Isabelle Haverlag, sono state sconfitte dalla coppia numero 1 del tabellone la statunitense Quinn Gleason e la brasiliana Ingrid Martins con il punteggio di 1-6, 6(4)-7.

## Circuito WTA 125

### Doppio

#### Vittorie (1)
| N. | Data            | Torneo                          | Superficie  | Compagna     | Avversarie in finale         | Punteggio        |
| 1. | 9 novembre 2024 | Midland Tennis Classic, Midland | Cemento (i) | Maia Lumsden | Ariana Arseneault Mia Kupres | 6-2, 4-6, [10-5] |

#### Sconfitte (1)
| N. | Data           | Torneo                           | Superficie  | Compagna          | Avversarie in finale         | Punteggio   |
| 1. | 13 luglio 2025 | Grand Est Open 88, Contrexéville | Terra rossa | Isabelle Haverlag | Quinn Gleason Ingrid Martins | 1-6, 6(4)-7 |

## Statistiche ITF

### Singolare

#### Vittorie (4)
| Torneo $100.000 (0) |
| Torneo $80.000 (0)  |
| Torneo $75.000 (0)  |
| Torneo $60.000 (0)  |
| Torneo $50.000 (0)  |
| Torneo $40.000 (0)  |
| Torneo $25.000 (1)  |
| Torneo $15.000 (3)  |
| Torneo $10.000 (0)  |

| N. | Data            | Torneo                                     | Superficie  | Avversaria in finale | Punteggio     |
| 1. | 5 agosto 2018   | AIG Irish Open, Dublino                    | Sintetico   | Sasha Hill           | 6-4, 6-3      |
| 2. | 19 agosto 2018  | ITF Gimcheon Women's Circuit, Gimcheon     | Cemento     | Ahn Yu-jin           | 6-4, 3-6, 6-2 |
| 3. | 29 ottobre 2022 | GB Pro-Series Loughborough, Loughborough   | Cemento (i) | Nigina Abduraimova   | 6-4, 6-4      |
| 4. | 9 marzo 2025    | ITF Trois-Rivieres Women's, Trois-Rivières | Cemento (i) | Malaika Rapolu       | 6-3, 3-6, 6-3 |

#### Sconfitte (6)
| Torneo $100.000 (0) |
| Torneo $80.000 (0)  |
| Torneo $75.000 (0)  |
| Torneo $60.000 (0)  |
| Torneo $50.000 (0)  |
| Torneo $40.000 (0)  |
| Torneo $25.000 (1)  |
| Torneo $15.000 (5)  |
| Torneo $10.000 (0)  |

| N. | Data            | Torneo                                         | Superficie  | Avversaria in finale  | Punteggio           |
| 1. | 4 novembre 2017 | Torneo Internacional Femenino Pereira, Pereira | Terra rossa | María Herazo González | 5-7, 5-7            |
| 2. | 14 gennaio 2018 | Open ASPTT Martinique, Fort-de-France          | Cemento     | Leonie Küng           | 4-6, 6-2, 4-6       |
| 3. | 31 marzo 2019   | World Tennis Tour Cancun, Cancún               | Cemento     | Montserrat González   | 7–6(2), 1–6, 3–6    |
| 4. | 7 aprile 2019   | World Tennis Tour Cancun, Cancún               | Cemento     | Natsumi Kawaguchi     | 6(2)-7, 7–6(2), 3–6 |
| 5. | 26 gennaio 2025 | Luxembourg Open, Esch-sur-Alzette              | Cemento (i) | Anna-Lena Friedsam    | 6-3, 0-6, 5-7       |
| 6. | 16 marzo 2025   | ITF Montréal Women's, Montréal                 | Cemento (i) | Christasha McNeil     | 4-6, 4-6            |

### Doppio

#### Vittorie (20)
| Torneo $100.000 (1) |
| Torneo $80.000 (2)  |
| Torneo $75.000 (0)  |
| Torneo $60.000 (3)  |
| Torneo $50.000 (0)  |
| Torneo $40.000 (2)  |
| Torneo $25.000 (9)  |
| Torneo $15.000 (2)  |
| Torneo $10.000 (11) |

| N.  | Data              | Torneo                                              | Superficie  | Compagna               | Avversarie in finale                   | Punteggio        |
| 1.  | 16 settembre 2017 | Copa El Abierto, Buenos Aires                       | Terra rossa | María Carlé            | Julieta Lara Estable Melina Ferrero    | 6-3, 6-1         |
| 2.  | 7 ottobre 2017    | ITF Women's Circuit Hilton Head, Hilton Head Island | Terra verde | Caty McNally           | Kylie Collins Meg Kowalski             | 7–5, 6–3         |
| 3.  | 3 novembre 2017   | Torneo Internacional Femenino Pereira, Pereira      | Terra rossa | María Herazo González  | Kerrie Cartwright Kariann Pierre-Louis | 7–5, 2–6, [10–7] |
| 4.  | 10 novembre 2017  | Copa Cucuta, Cúcuta                                 | Terra rossa | María Portillo Ramírez | Sofía Múnera Sánchez Noelia Zeballos   | 6-3, 7-6(2)      |
| 5.  | 19 gennaio 2018   | Open Feminin de Petit-Bourg, Petit-Bourg            | Cemento     | Caty McNally           | Shelby Talcott Amy Zhu                 | 6–3, 6–0         |
| 6.  | 22 febbraio 2018  | Archigen Cup, Solarino                              | Sintetico   | Quinn Gleason          | Mathilde Armitano Maria Masini         | 3–6, 7–5, [10–8] |
| 7.  | 11 maggio 2018    | ITF Trinidad Women's, Tacarigua                     | Cemento     | María Portillo Ramírez | Kerrie Cartwright Kariann Pierre-Louis | 6–4, 6–3         |
| 8.  | 6 luglio 2018     | Future Burgersdijk Tennis Rhijenhof, Den Haag       | Terra rossa | Ida Jarlskog           | Dasha Ivanova Julyette Steur           | 6–4, 6-0         |
| 9.  | 16 marzo 2019     | World Tennis Tour Cancun, Cancún                    | Cemento     | María Portillo Ramírez | Dasha Ivanova Alexandra Perper         | 7-6(4), 6-4      |
| 10. | 15 maggio 2021    | Marjorie Sherman Women's Tournament, Gerusalemme    | Cemento     | Alicia Barnett         | Jenny Dürst Nina Stadler               | 6–4, 2–6, [11–9] |
| 11. | 16 ottobre 2021   | Women's Florence, Florence                          | Cemento     | Yuriko Miyazaki        | Robin Anderson Elysia Bolton           | 6–3, 1–6, [10–8] |
| 12. | 4 marzo 2022      | Engie Open de Touraine, Joué-lès-Tours              | Cemento (i) | Ali Collins            | Mona Barthel Yanina Wickmayer          | 2-6, 6-4, [10-6] |
| 13. | 15 aprile 2023    | Axion Open, Chiasso                                 | Terra rossa | Julia Lohoff           | Andreea Mitu Nadia Podoroska           | 6-1, 6-2         |
| 14. | 29 aprile 2023    | GB Pro Series Nottingham, Nottingham                | Cemento     | Lauryn John-Baptiste   | Rutuja Bhosale Arianne Hartono         | 6-4, 6-3         |
| 15. | 26 maggio 2023    | Città di Grado Tennis Cup, Grado                    | Terra rossa | Julia Lohoff           | Sof'ja Lansere Anna Sisková            | 3-6, 6-4, [11-9] |
| 16. | 8 settembre 2023  | Open 17 Saint-Palais-sur-Mer, Saint-Palais-sur-Mer  | Terra rossa | Valerija Strachova     | Victoria Muntean Vasanti Shinde        | 6-1, 6-2         |
| 17. | 10 febbraio 2024  | Engie Open de l'Isère, Grenoble                     | Cemento (i) | Freya Christie         | Sarah Beth Grey Eden Silva             | 3-6, 6-1, [11-9] |
| 18. | 20 aprile 2024    | Axion Open, Chiasso                                 | Terra rossa | Lena Papadakis         | Despoina Papamichaīl Simona Waltert    | 4-6, 6-4, [10-6] |
| 19. | 27 aprile 2024    | Boar's Head Resort Women's Open, Charlottesville    | Terra verde | Quinn Gleason          | Marija Kononova Marija Kozjreva        | 7-6(5), 6-1      |
| 20. | 7 settembre 2024  | Alpstar Ladies Open Vienna, Vienna                  | Terra rossa | Estelle Cascino        | Maryna Kolb Nadiia Kolb                | 6–4, 7-6(1)      |

#### Sconfitte (26)
| Torneo $100.000 (1) |
| Torneo $80.000 (0)  |
| Torneo $75.000 (0)  |
| Torneo $60.000 (5)  |
| Torneo $50.000 (0)  |
| Torneo $40.000 (0)  |
| Torneo $25.000 (8)  |
| Torneo $15.000 (11) |
| Torneo $10.000 (1)  |

| N.  | Data             | Torneo                                                 | Superficie    | Compagna               | Avversarie in finale                      | Punteggio               |
| 1.  | 26 agosto 2016   | Circuito Celsia, Cali                                  | Terra rossa   | Naomi Totka            | Fernanda Brito Camila Giangreco Campiz    | 1-6, 4-6                |
| 2.  | 29 luglio 2017   | AIG Ladies Irish Open, Dublino                         | Sintetico     | Quinn Gleason          | Giorgia Marchetti Rosalie van der Hoek    | 5-7, 4-6                |
| 3.  | 1º dicembre 2017 | Copa Ciudad de Manta, Manta                            | Cemento       | María Herazo González  | María José Portillo Ramírez Sofia Sewing  | 1-6, 3-6                |
| 4.  | 14 gennaio 2018  | Open Feminin de Fort-de-France, Fort-de-France         | Cemento       | Caty McNally           | Rasheeda McAdoo Amy Zhu                   | 5–7, 6(5)–7             |
| 5.  | 24 marzo 2018    | Lyttos Beach ITF Pro Circuit, Heraklion                | Terra rossa   | Mia Eklund             | Emilie Francati Maria Jespersen           | 5–7, 6–4, [8–10]        |
| 6.  | 14 luglio 2018   | Amstelveen Future, Amstelveen                          | Terra rossa   | Dasha Ivanova          | Marlies Szupper Eva Vedder                | 3-6, 4-6                |
| 7.  | 4 agosto 2018    | AIG Irish Open, Dublino                                | Sintetico     | Lisa Ponomar           | Karola Bejenaru Julia Kimmelmann          | 3–6, 6–2, [7–10]        |
| 8.  | 18 agosto 2018   | ITF Gimcheon Women's Circuit, Gimcheon                 | Cemento       | Joanna Garland         | Jung So-hee Kim Mi-ok                     | 7–6(5), 6(5)-7, [12–14] |
| 9.  | 11 gennaio 2019  | ITF International Open Fort-de-France, Fort-de-France  | Cemento       | Dalayna Hewitt         | Eleni Kordolaimi Alice Tubello            | 3-6, 7-5, [4-10]        |
| 10. | 13 aprile 2019   | World Tennis Tour Cancun, Cancún                       | Cemento       | María Portillo Ramírez | Natsumi Kawaguchi Maya Tahan              | 1-6, 2-6                |
| 11. | 25 maggio 2019   | ITF Women's Circuit Singapore, Singapore               | Cemento       | Catherine Harrison     | Paige Hourigan Aldila Sutjiadi            | 1-6, 6(5)-7             |
| 12. | 5 ottobre 2019   | Envol Tennis Open, Andrézieux-Bouthéon                 | Cemento       | Yuriko Miyazaki        | Valentina Losciale Carla Touly            | 5-7, 3-6                |
| 13. | 26 ottobre 2019  | Texas Tennis Open, Dallas                              | Cemento       | Jamie Loeb             | Olivia Tjandramulia Marcela Zacarías      | 3-6, 4-6                |
| 14. | 21 novembre 2020 | PAF Open, Haabneeme                                    | Cemento (i)   | Martyna Kubka          | Justina Mikulskytė Lexie Stevens          | 2-6, 1-6                |
| 15. | 29 gennaio 2022  | GB Pro-Series Loughborough, Loughborough               | Cemento (i)   | Ali Collins            | Anna Gabric Arina Vasilescu               | 4-6, 5-7                |
| 16. | 25 febbraio 2022 | Engie Open de la Ville de Macon, Mâcon                 | Cemento (i)   | Ali Collins            | Xenia Knoll Andreea Mitu                  | 1-6, 1-6                |
| 17. | 25 giugno 2022   | Engie Open du Périgord, Périgueux                      | Terra rossa   | Alexandra Osborne      | Rebeca Pereira Daniela Seguel             | 4-6, 1-6                |
| 18. | 16 luglio 2022   | Liepāja Open, Liepāja                                  | Terra rossa   | Prarthana Thombare     | Dalila Jakupovič Ivana Jorović            | 4-6, 3-6                |
| 19. | 20 agosto 2022   | Vrnjacka Banja Open, Vrnjačka Banja                    | Terra rossa   | Prarthana Thombare     | Cristina Dinu Valerija Strachova          | 1–6, 6–4, [8–10]        |
| 20. | 14 gennaio 2023  | Naples Women's, Naples                                 | Terra verde   | Quinn Gleason          | Reese Brantmeier Makenna Jones            | 4-6, 2-6                |
| 21. | 11 febbraio 2023 | GB Pro-Series Bath, Bath                               | Cemento (i)   | Isabelle Haverlag      | Lauryn John-Baptiste Katarína Strešnaková | 6(4)-7, 4-6             |
| 22. | 7 maggio 2023    | Wiesbaden Tennis Open, Wiesbaden                       | Terra rossa   | Julia Lohoff           | Jaimee Fourlis Olivia Gadecki             | 1-6, 4-6                |
| 23. | 3 novembre 2023  | Engie Open Nantes Atlantique, Nantes                   | Cemento (i)   | Isabelle Haverlag      | Ali Collins Lily Miyazaki                 | 6(4)-7, 2-6             |
| 24. | 3 febbraio 2024  | Engie Open Andrézieux-Bouthéon 42, Andrézieux-Bouthéon | Cemento (i)   | Freya Christie         | Alevtina Ibragimova Ekaterina Ovčarenko   | 6–3, 3–6, [5–10]        |
| 25. | 17 maggio 2024   | Zagreb Ladies Open, Zagabria                           | Terra rossa   | Prarthana Thombare     | Laura Pigossi Céline Naef                 | 6-4, 1-6, [8-10]        |
| 26. | 16 febbraio 2025 | REWE PETZ Ladies Open, Altenkirchen                    | Sintetico (i) | Isabelle Haverlag      | Marie Benoît Dalila Jakupovič             | 5-7, 6(6)-7             |